# Limpopo (África do Sul)
Limpopo é uma província da África do Sul, localizada na parte norte do país. A sua capital a cidade de Polocuane (anteriormente chamada Pietersburg).
A província foi formada em 1994, na África do Sul, com a região nordeste da anterior província do Transvaal, incluindo os bantustões de Gazanculo, Venda e parte de Leboua. Faz fronteiras com o Zimbábue, a norte (através do rio Limpopo, do qual tirou o nome), Moçambique, a leste e com as províncias do Mepumalanga, Gautengue e Noroeste, a sul.
Esta província partilha com a de Mepumalanga a parte norte do Parque Nacional Kruger que, em conjunto com o Parque Nacional do Limpopo, em Moçambique, e com o Parque Nacional Gonarezhou, no Zimbábue, formam a Área de Conservação Transfronteiriça do Grande Limpopo.
Outro importante marco nesta província é a Paisagem Cultural de Mapungubwe, classificado pela UNESCO como património da humanidade.
A província do Limpopo tem uma área de 125 755 km² e 5 404 868 habitantes (em 2011).

## Subdivisões
A província está dividida em 5 municípios distritais, subdivididos em 25 municípios locais e duas zonas de gestão distrital.